# كولوميو (أين)
كولوميو (بالفرنسية: Colomieu)‏ هي بلدية فرنسية تقع في إقليم الأين في فرنسا. رمز إنسي لها هو:1110. أما الرمز البريدي لها فهو: 1300.